# Twee Neten
Het departement Twee Neten, of Twee Nethen, soms ook Beide Net(h)en (Frans: Département des Deux-Nèthes) was een Frans departement in de Nederlanden tijdens de Franse tijd. Het is genoemd naar de Grote en de Kleine Nete in de provincie Antwerpen.

## Instelling
Het departement werd gevormd na de annexatie van de Zuidelijke Nederlanden in 1795 door samenvoeging van het noordelijke deel van het hertogdom Brabant (ongeveer het middeleeuwse markgraafschap en de huidige provincie Antwerpen) met de heerlijkheid Mechelen.
Op 16 maart 1810 werd het gedeelte van het geannexeerde departement Brabant van het koninkrijk Holland ten westen van de Donge als arrondissement Breda toegevoegd aan het departement Twee Neten. Zo kwam dit departement daarna in grote trekken overeen met het oude markgraafschap Antwerpen.

## Bestuurlijke indeling
De hoofdstad was Antwerpen. Het departement was ingedeeld in de volgende arrondissementen en kantons (situatie van 1812):
- arrondissement Antwerpen, kantons: Antwerpen, Brecht, Ekeren, Kontich, Wilrijk en Zandhoven.
- arrondissement Breda, kantons: Bergen op Zoom, Breda, Ginneken, Oosterhout, Oudenbosch, Roosendaal en Zevenbergen.
- arrondissement Mechelen, kantons: Duffel, Heist-op-den-Berg, Lier, Mechelen en Puurs.
- arrondissement Turnhout, kantons: Arendonk, Herentals, Hoogstraten, Mol, Turnhout en Westerlo.

## Prefect
1800-1805: Charles Joseph Fortuné d'Herbouville
1805-1809: Charles Cochon de Lapparent
1809-1812: Marc-René de Voyer de Paulmy d'Argenson; van 1810-1812 had hij een adjunct-prefect voor maritieme zaken, namelijk Pierre-Clément de Laussat
1812-1814: Jacques-Fortunat Savoye-Rollin

## Overig
Bij de volkstelling (census) van 1812 had het arrondissement Breda van het departement Twee Neten 87.530 inwoners.
Er bestaat in Parijs nog steeds een straat die naar dit departement is vernoemd. Ook in Antwerpen is er een Twee Netenstraat in de wijk Dam.

## Opheffing
Bij Soeverein Besluit van 15 december 1813 van soeverein vorst Willem I werd het arrondissement Breda losgemaakt uit het departement Twee Neten en toegevoegd aan het departement Monden van de Rijn.
Na de nederlaag van Napoleon in 1814 werd het overige deel van het departement krachtens de Grondwet van 24 augustus 1815 omgezet in de provincie Antwerpen van het Verenigd Koninkrijk der Nederlanden.
Bouches-de-l'Escaut (1810) · Bouches-de-la-Meuse · Bouches-du-Rhin (1810) · Bouches-de-l'Yssel · Deux-Nèthes (1795) · Ems-Occidental · Frise · Meuse-Inférieure (1795) · Roër (1798) · Yssel-Supérieur · Zuyderzée
Deux-Nèthes · Dyle · Escaut · Forêts · Jemappes · Lys · Meuse-Inférieure · Ourthe · Sambre-et-Meuse
- Library of Congress Control Number: n2014061247
- Système universitaire de documentation: 027523314
- Virtual International Authority File: 310713633